# 蒙泰纳尔斯
蒙泰纳尔斯（義大利語：Montenars），是意大利乌迪内省的一个市镇。总面积20.61平方公里，人口566人，人口密度27.5人/平方公里（2009年）。ISTAT代码为030061。